# Hester Pinney
Hester Pinney, född 1658, död 1740, var en engelsk affärsidkare.
Hon var dotter till John Pinney (1620/21–1705) och Jane French (1614–1693), som från 1682 sålde spetsar från Devon och garn från Antwerpen i London. Hester Pinney visade ovanlig affärsbegåvning och fick familjens förtroende att sköta affärskontakterna och, gradvis, alltmer och mer av familjeföretaget. Hon grundade en spetsmakarskola, importerade socker från Västindien och ägnade sig åt penningutlåning, och gjorde hela familjen rik. Efter sin fars död 1705 blev hennes verksamhet mer oberoende från familjen och hon ägnade sig med framgång åt spekulation och nämns som en viktig aktör i Londons affärsliv och börshandel. Det var ovanligt för en kvinna och ännu mer ovanligt för en ogift kvinna att nå en sådan ställning, men England skilde sig från andra europeiska länder eftersom ogifta kvinnor enligt lag var myndiga. Pinney gifte sig aldrig, vilket skulle ha gjort henne omyndig, men hade ett livslångt förhållande med sin affärsagent George Booth utan att gifta sig med honom. 